# 창조 (가수)
창조(본명: 최종현, 崔鐘顯, 1995년 11월 16일 ~ )는 대한민국의 보이 그룹 틴탑의 서브보컬, 메인댄서를 맡고 있다.

## 학력
- 중앙초등학교
- 소양중학교
- 소양고등학교
- 서울호서예술실용전문학교 실용음악계열 (재학)

## 가수 외 활동

### 드라마
- 스웨덴 세탁소 (MBC 드라마넷, 2014년) - 용수철 역
- 크리미널 마인드 (tvN, 2017년) - 전단지 아르바이트생 역 (특별출연)

### 영화
- 막걸스 (2015년) - 강호 역

### 예능
- 2012년 SBS MTV 틴탑의 뜬다 백퍼
- 2016년 Mnet 힛 더 스테이지
- 2016년 JTBC 힙합의 민족 2